# 朱格德尔德米德·古尔拉格查

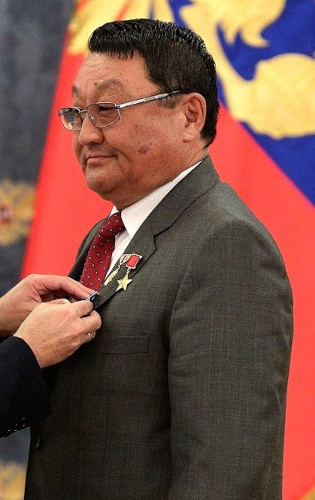
朱格德尔德米德·古尔拉格查

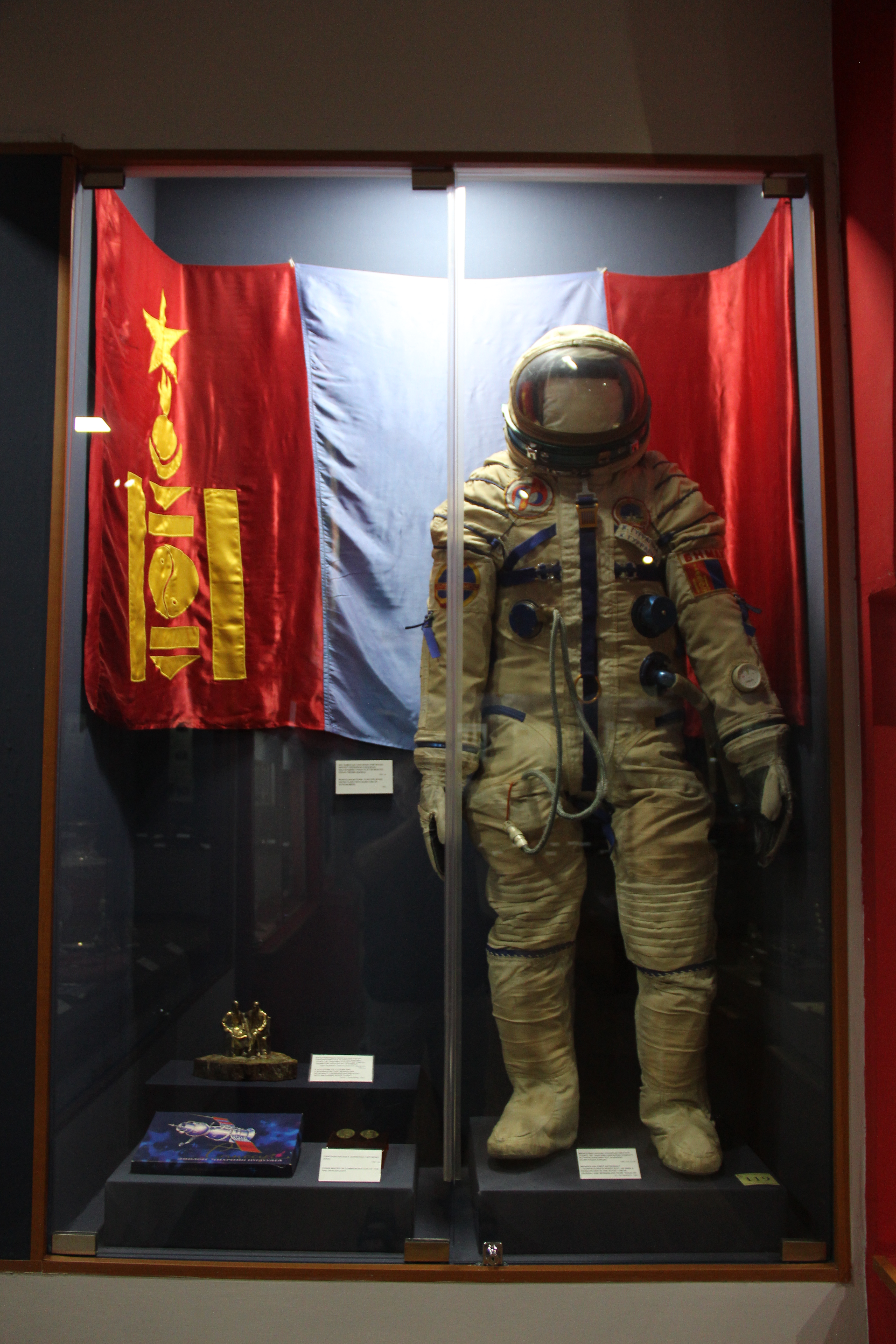
古尔拉格查穿过的航天服，收藏于蒙古国家博物馆

朱格德尔德米德·古尔拉格查（1947年12月5日—）蒙古族，蒙古国布尔干省古尔班布拉格人，进入太空的首位蒙古人、第二位亚洲人。自2000年至2004年，担任蒙古国国防部长。

## 早年生涯及太空旅行
古尔拉格查生于蒙古布尔干省古尔班布拉格。早年在乌兰巴托学习，成为航天工程师。此后，他参加空军，升为少将。
1978年3月1日，古尔拉格查被选入国际宇宙计划。他的替补是迈达尔扎布·冈卓里格。古尔拉格查随苏联宇航员弗拉迪米尔·扎尼别科夫于1981年3月22日自拜科努尔航天发射场升空。他们同联盟6号对接。在轨道上，古尔拉格查和扎尼别科夫开展了地球科学的各项实验。在轨道上运行124天加上在太空逗留7天20小时42分钟之后，古尔拉格查和扎尼别科夫在傑茲卡茲甘东南170公里处着陆。

## 此后生涯
1981年3月30日，古尔拉格查获授苏联英雄称号。位于乌兰巴托南部的宰桑纪念碑纪念俄国同蒙古的友谊，纪念碑上有一幅壁画描绘了1981年古尔拉格查的飞行。
1997年，蒙古国废除了原来蒙古人民共和国时期留下的对氏的禁令。由于无法找到自己传承的氏，古尔拉格查选择了“桑萨尔”（Sansar，蒙古语“宇宙”）作为自己的氏。氏在当今蒙古仅有象征性意义。
在成为国防部长之前，古尔拉格查担任蒙古军队防空参谋长。2000年至2004年，古尔拉格查担任蒙古国国防部长。2004年至2008年任一屆國家大呼拉爾議員。

## 家庭
古尔拉格查已婚，有两个孩子。